# Maxence Lacroix
Pour les articles homonymes, voir Lacroix.
Maxence Lacroix, né le 6 avril 2000 à Villeneuve-Saint-Georges, est un footballeur français d’origine antillaise qui évolue au poste de défenseur central à Crystal Palace.

## Biographie

### Carrière en club
Passé notamment par Montignac et Trélissac avant d'arriver à Sochaux en 2015, Maxence Lacroix signe son premier contrat professionnel le 21 août 2017 avec le FC Sochaux-Montbéliard.
Il fait ses débuts professionnels avec Sochaux lors d'une victoire 1-0 contre le FA Illkirch Graffenstaden en Coupe de France le 8 décembre 2018, avant de débuter en Ligue 2 contre le FC Lorient, le 22 décembre 2018.
Le 25 août 2020, Lacroix rejoint le VfL Wolfsburg signant un contrat de quatre ans.
S'intégrant rapidement à l'effectif wolfsbourgeois, il est fin novembre une pièce centrale dans cette défense qui est alors la meilleure du championnat (5 buts subit en 8 journées). Une performance remarquable contre Schalke le 21 novembre 2020 — victoire 2-0 à l'extérieur — lui vaut notamment d'intégrer l'équipe type des français du weekend de L'Équipe.
Régulier dans ses performances, il s'illustre notamment encore lors de la victoire surprise des siens à Leverkusen le 23 janvier 2021, permettant à son équipe de ne concéder aucun but. 

### Carrière en sélection
International français avec les sélections de jeunes, Lacroix participe en 2017 au Championnat d'Europe des moins de 17 ans puis à la Coupe du monde des moins de 17 ans.
Lors du championnat d'Europe 2017 organisé en Croatie, il joue quatre matchs. La France se classe cinquième du tournoi. 
Lors du mondial junior 2017 qui se déroule en Inde, il prend part à deux matchs. La France s'incline en huitièmes de finale face à l'Espagne.

## Statistiques
| Saison                | Club                   | Championnat           | Championnat | Championnat | Coupe(s) nationale(s) | Coupe(s) nationale(s) | Supercoupe | Supercoupe | Compétition(s) continentale(s) | Compétition(s) continentale(s) | Compétition(s) continentale(s) | Total | Total |
| Saison                | Club                   | Division              | M.          | B.          | M.                    | B.                    | M.         | B.         | Comp.                          | M.                             | B.                             | M.    | B.    |
| 2018-2019             | FC Sochaux-Montbéliard | Ligue 2               | 7           | 0           | 1                     | 0                     | -          | -          | -                              | -                              | -                              | 8     | 0     |
| 2019-2020             | FC Sochaux-Montbéliard | Ligue 2               | 20          | 0           | -                     | -                     | -          | -          | -                              | -                              | -                              | 20    | 0     |
| Sous-total            | Sous-total             | Sous-total            | 27          | 0           | 1                     | 0                     | -          | -          | -                              | -                              | -                              | 28    | 0     |
| 2020-2021             | VfL Wolfsburg          | Bundesliga            | 30          | 1           | 3                     | 0                     | -          | -          | C3                             | 3                              | 1                              | 36    | 2     |
| 2021-2022             | VfL Wolfsburg          | Bundesliga            | 29          | 0           | 1                     | 0                     | -          | -          | C1                             | 6                              | 0                              | 36    | 0     |
| 2022-2023             | VfL Wolfsburg          | Bundesliga            | 24          | 1           | 2                     | 0                     | -          | -          | -                              | -                              | -                              | 26    | 1     |
| 2023-2024             | VfL Wolfsburg          | Bundesliga            | 28          | 4           | 3                     | 0                     | -          | -          | -                              | -                              | -                              | 31    | 4     |
| 2024-2025             | VfL Wolfsburg          | Bundesliga            | 0           | 0           | 1                     | 0                     | -          | -          | -                              | -                              | -                              | 1     | 0     |
| Sous-total            | Sous-total             | Sous-total            | 111         | 6           | 10                    | 0                     | -          | -          | -                              | 9                              | 1                              | 130   | 7     |
| 2024-2025             | Crystal Palace         | Premier League        | 35          | 1           | 8                     | 0                     | -          | -          | -                              | -                              | -                              | 43    | 1     |
| 2024-2025             | Crystal Palace         | Premier League        | 1           | 0           | -                     | -                     | 1          | 0          | -                              | -                              | -                              | 2     | 0     |
| Sous-total            | Sous-total             | Sous-total            | 36          | 1           | 8                     | 0                     | 1          | 0          | -                              | -                              | -                              | 45    | 1     |
| Total sur la carrière | Total sur la carrière  | Total sur la carrière | 174         | 7           | 19                    | 0                     | 1          | 0          | -                              | 9                              | 1                              | 203   | 8     |

## Palmarès

### En club
Crystal Palace
- Coupe d'Angleterre
  - Vainqueur : 2025
- Community Shield
  - Vainqueur : 2025